# Шихарх
Шихарх (азерб. Şıxarx) — село у Агдеринському районі Азербайджану. До 30 червня 1954 р. село мало назву Маргушеван (Марагашен), з 30 червня 1954 р. до 29 грудня 1992 р. село називалося Ленінаван. Село розташоване на схід від міста Мартакерта.
До карабаського конфлікту село було розташоване в Мартакертському районі НКАО на кордоні з Мір-баширським (Тертерським) районом АзРСР. За переписом 1989 року в СРСР у Ленінавані жило 4660 осіб, переважно вірмени.
10 березня 1992 Шихарх бул атакован азербайджанськими збройними формуваннями, у результаті чого за твердженням колишнього віце-спікера британської Палати лордів, правозахисника, прихильниці карабаських вірмен Кароліни Кокс загинуло 45 жителів села, близько 100 жінок і дітей були взяті в заручники.
У результаті конфлікту Шихарх залишился під контролем Азербайджану, зараз перебуває за 2-3 кілометри на схід від лінії зіткнення збройних сил НКР та Азербайджану. Частина біженців з Шихарху влаштувалися в селі Нор Марага, населення якої становить 349 осіб (2005 рік).

## Пам'ятки
- В селі розташована церква 19 ст., цвинтар 19-20 ст.